# Georges Beuchat

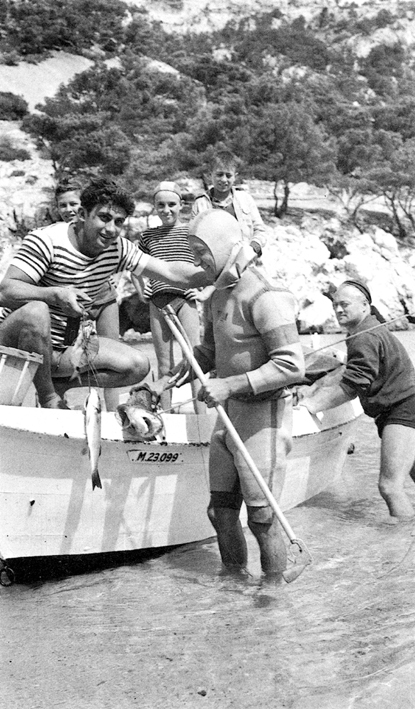
Georges Beuchat na sebe obléká izotermický neoprenový oblek, který vymyslel

Georges Beuchat (11. února 1910 – 1992) byl francouzský vynálezce, potápěč, podnikatel a průkopník podvodních aktivit a zakladatel společnosti Beuchat.
Během svého života Georges Beuchat nikdy nepřestal vyvíjet produkty, které výrazně zlepšovally podvodní aktivity. Mnoho z jeho vynálezů a inovací vstoupilo do historie, včetně povrchové bóje v roce 1948, prvního podvodního krytu fotografické kamery v roce 1950 a prvních odvzdušněných ploutví Jetfins v roce 1964.

## Beuchatovy vynálezy
- 1947: Oštěp Tarzan
- 1948: Georges Beuchat
- 1950: Pouzdro na kameru Tarzan
- 1950: Pouzdro Tarzan z telecí kůže pro potápěčský nůž[1]
- 1953: První izotermický potápěčský oblek z pěnového kaučuku[2][3][4]
- 1954: Rozdělený popruh pro potápěčskou masku.[5]
- 1958: Kompenzátor (pro potápěčskou masku s jedním oknem)[6][7][8][9]
- 1959: Ploutve Tarzan[10] (3-páskové popruhy zajišťující uzavřené paty ploutví na nohou)[11]
- 1960: Ploutve Espadon
- 1960: Ploutve Espadon Record s lopatkami a rovnoběžnými podélnými žebry[12]
- 1963: Neoprenový oblek Tarzan
- 1964: Jetfins (První odvzdušněné ploutve. 100 000 prodaných kusů v prvních několika letech)[13]
- 1964: Potápěčský regulátor Souplair
- 1975: Oštěp Marlin
- 1978: Atmos regulátor

## Ocenění
- V roce 1961 Georges Beuchat získal cenu Exportation Award.[14]

## Galerie
Vynálezy a výrobky společnosti Beuchat

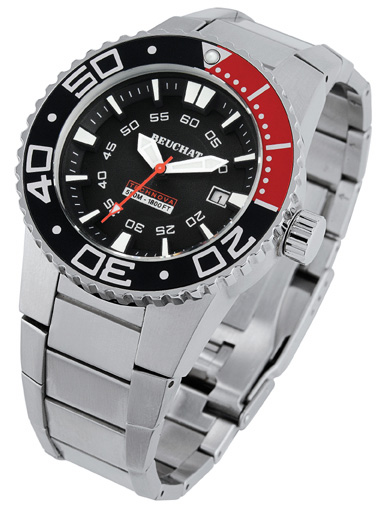
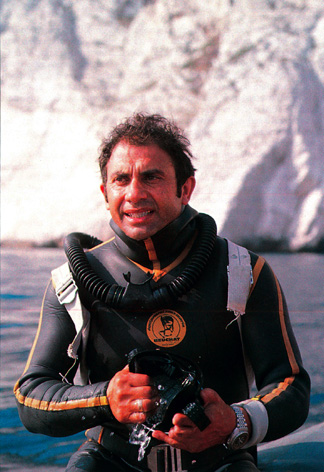
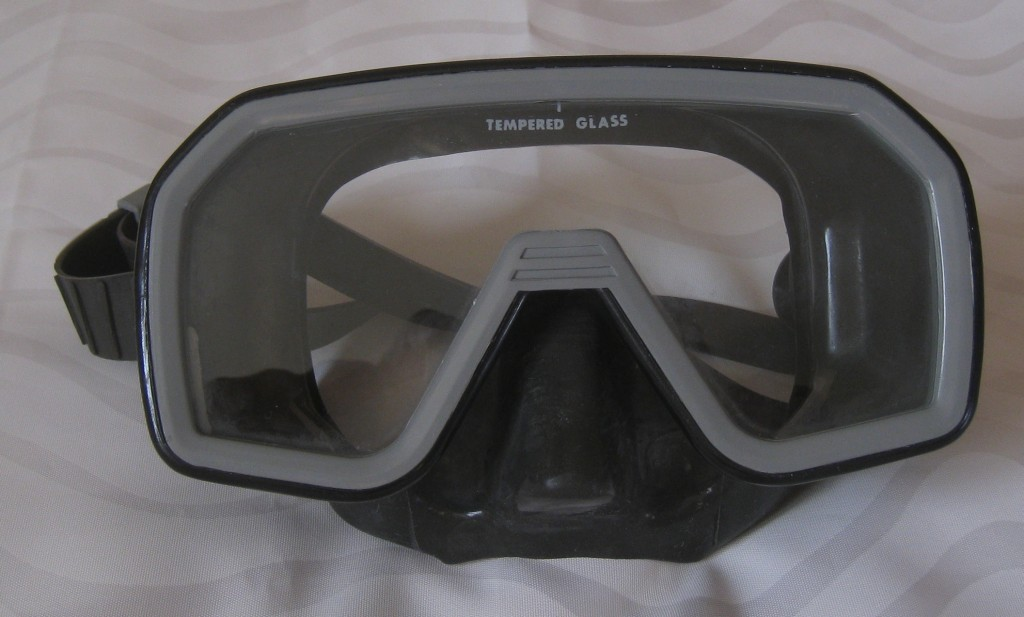
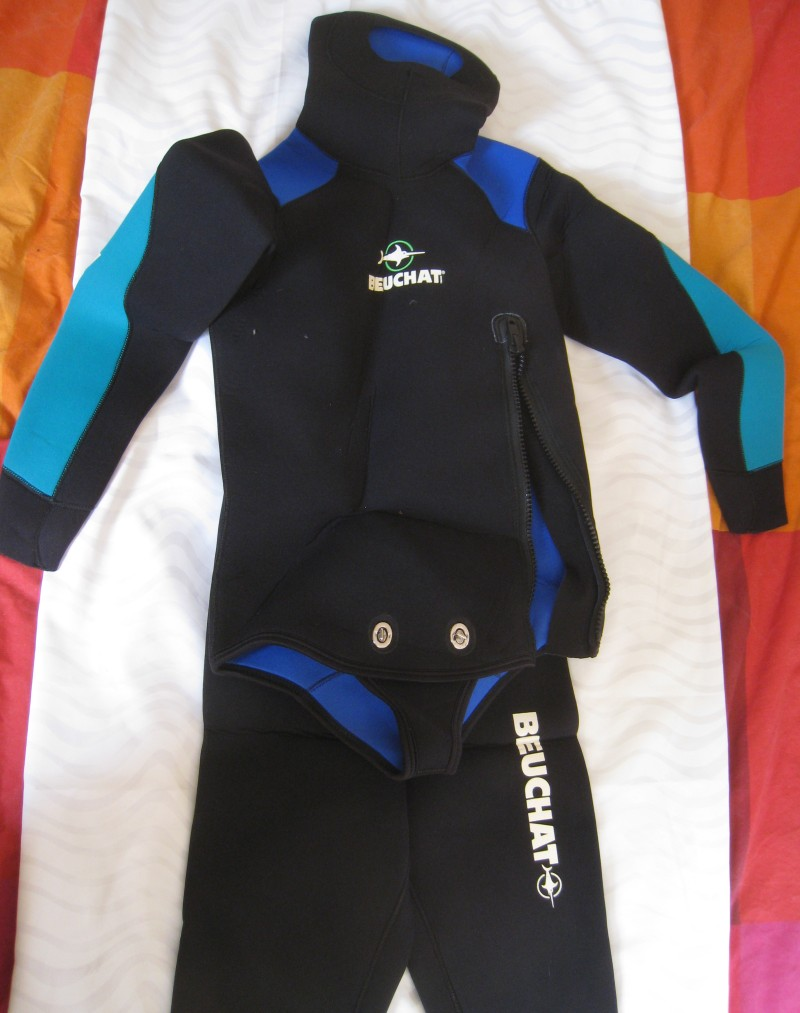
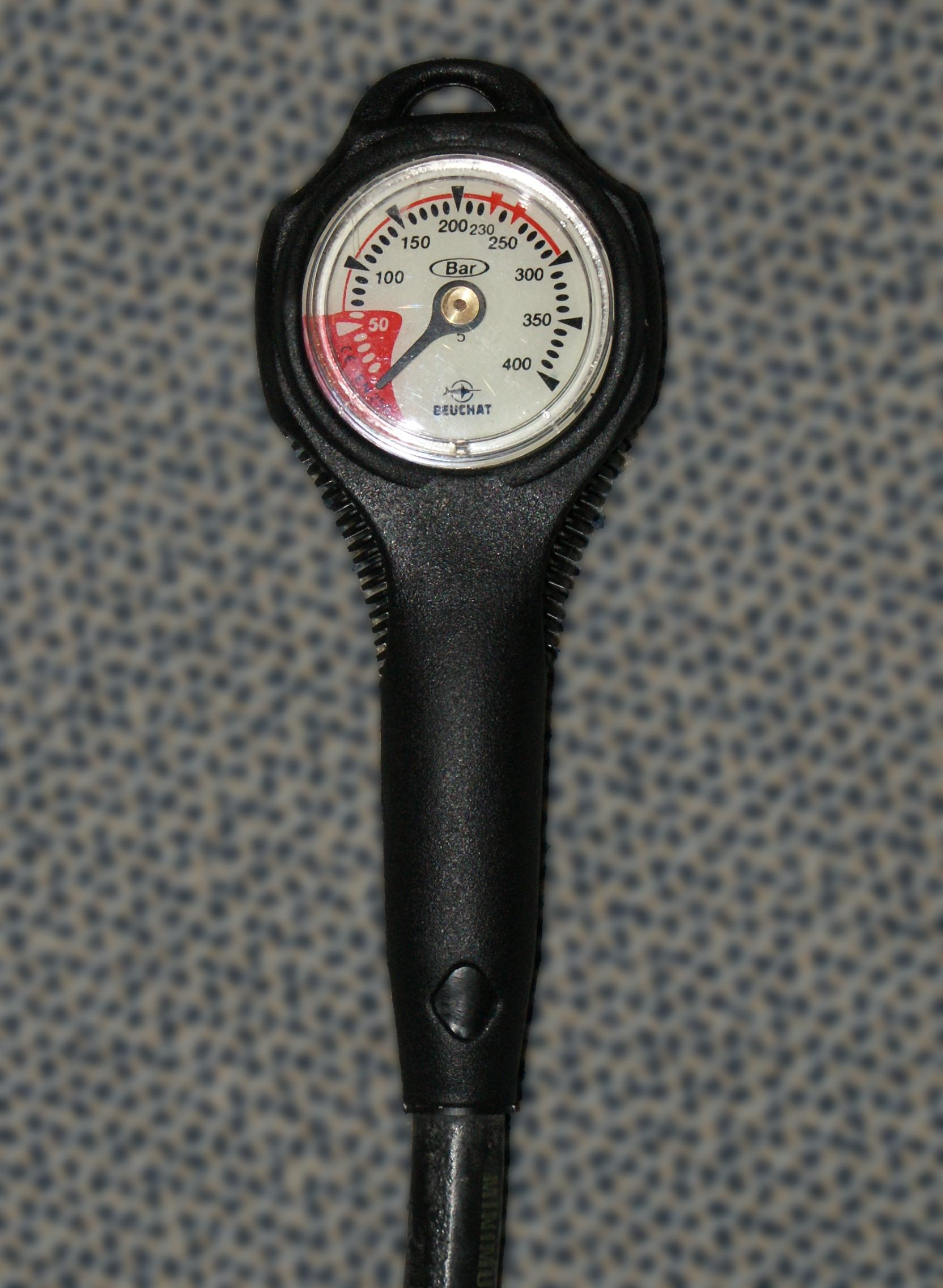
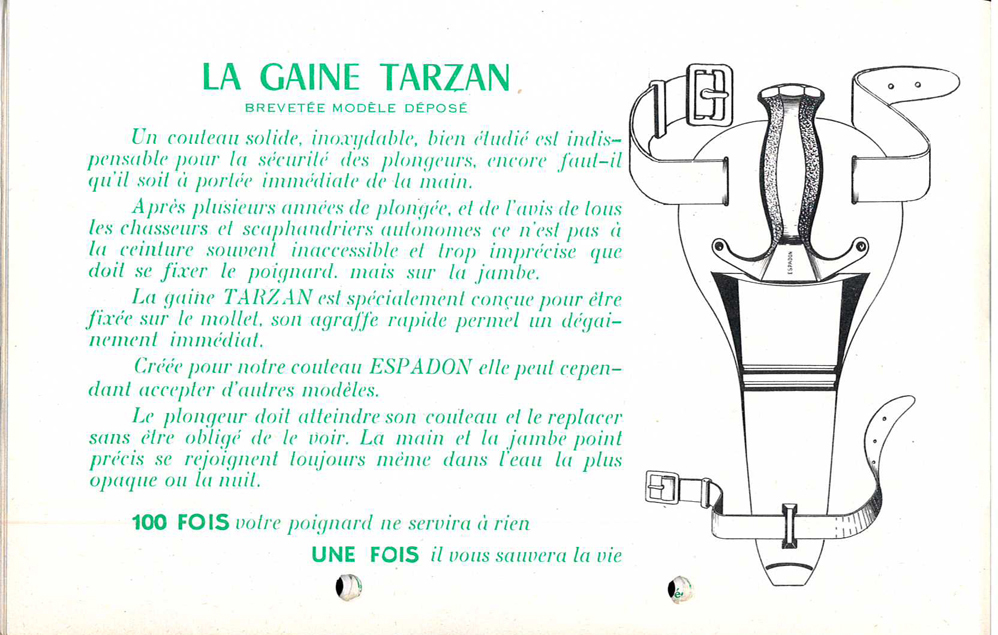
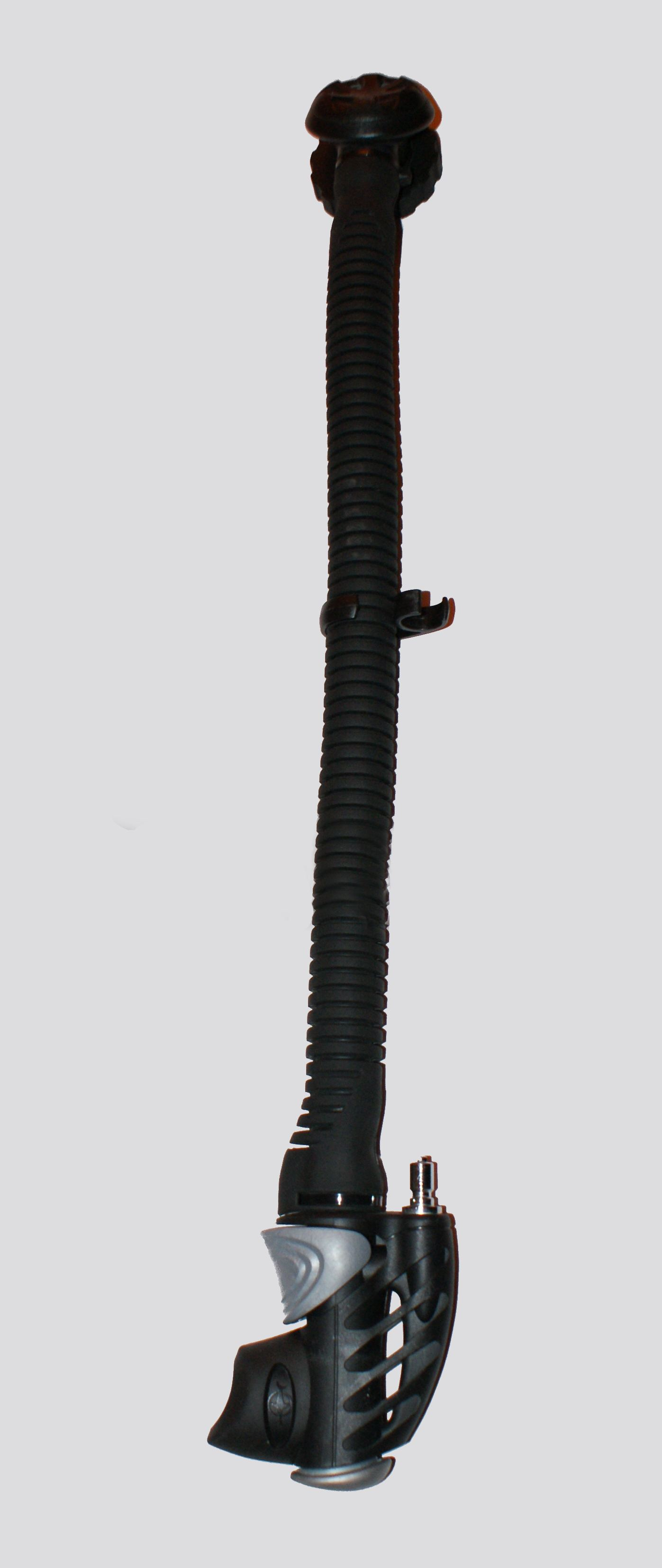
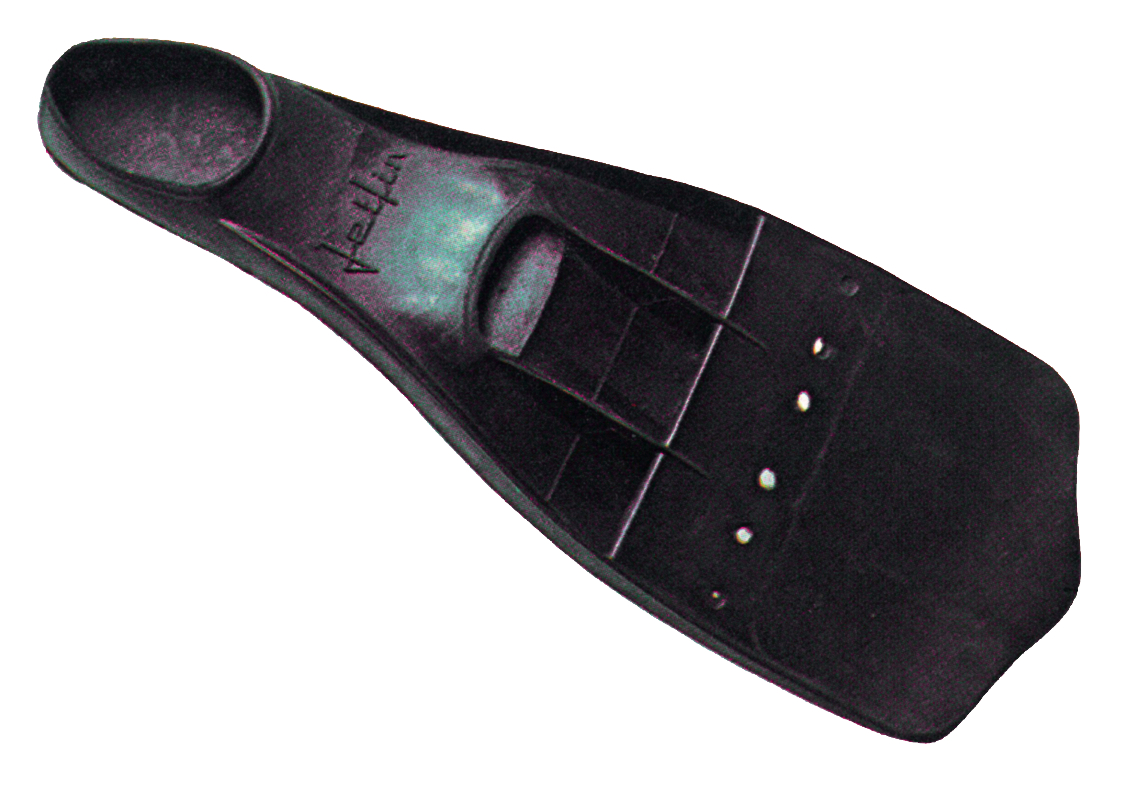
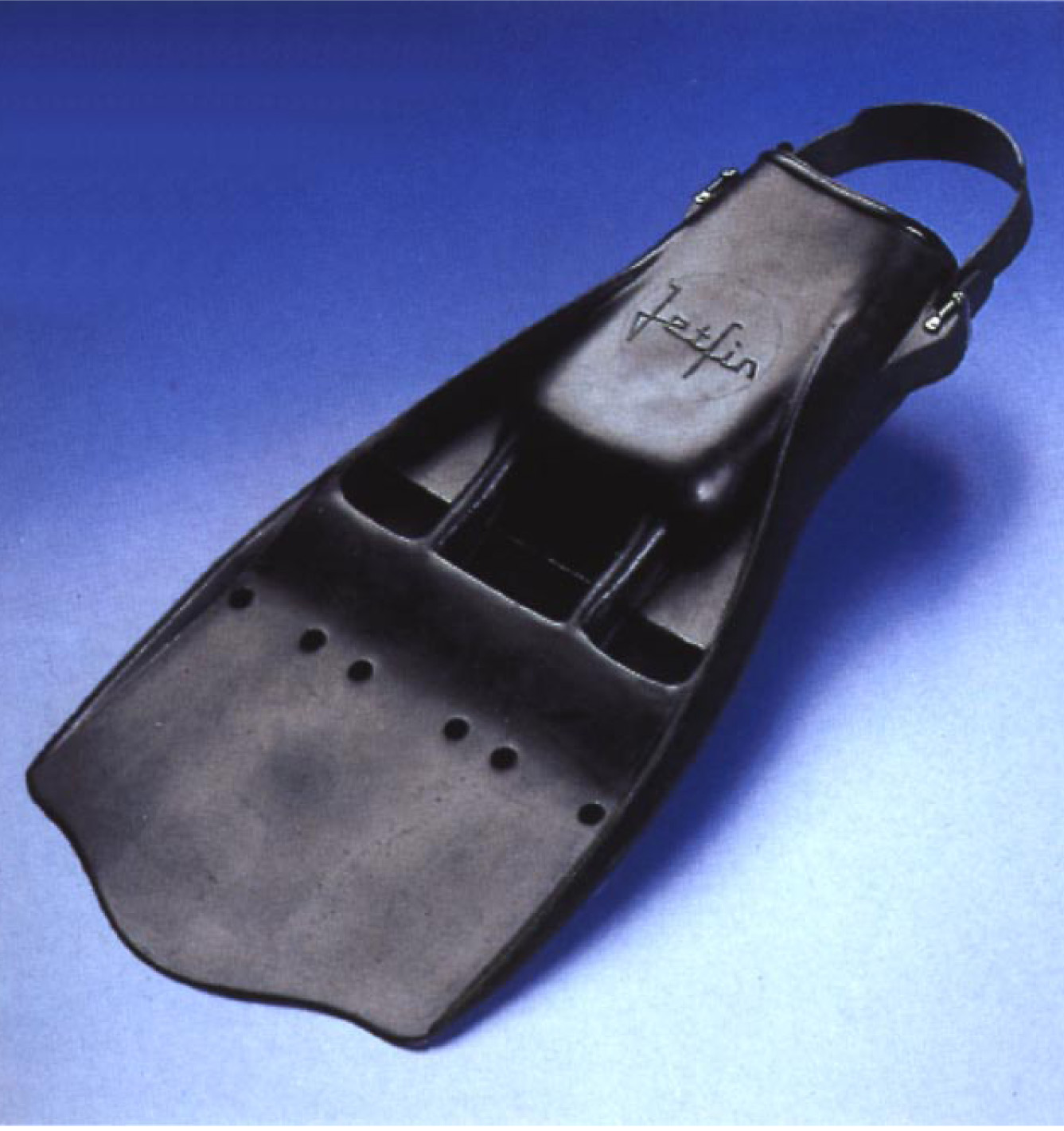
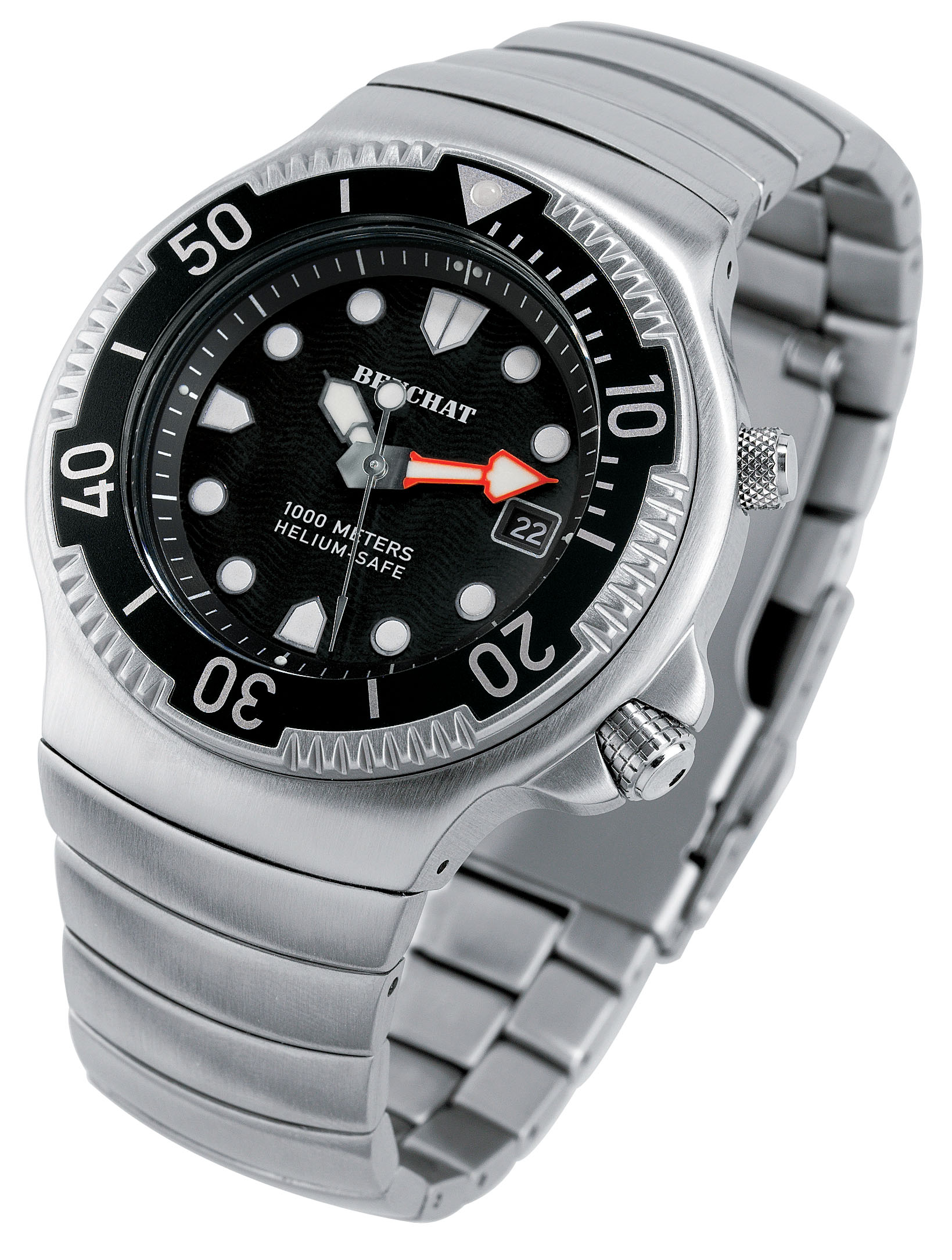
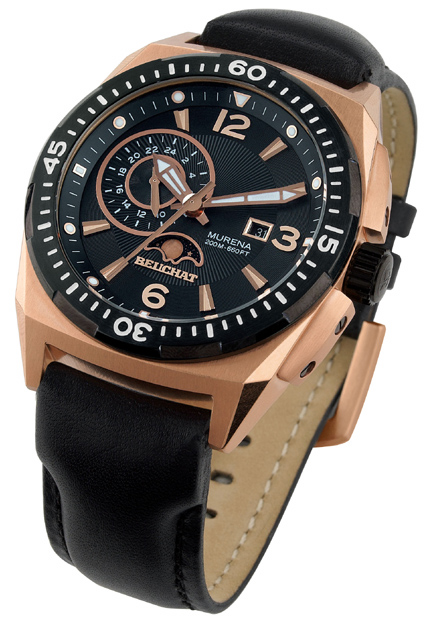
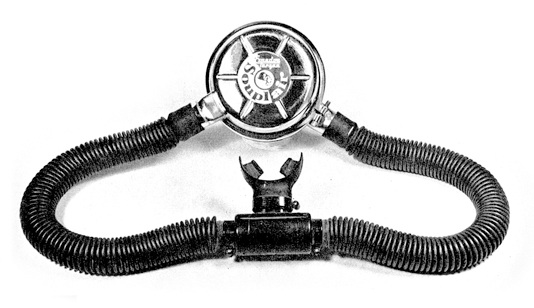
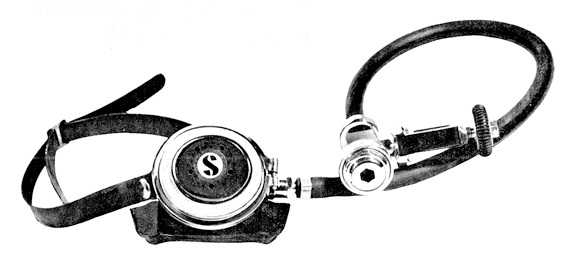